# Glover Trophy 1963
Glover Trophy 1963 je bila tretja neprvenstvena dirka Formule 1 v sezoni 1963. Odvijala se je 15. aprila 1963 na dirkališču Goodwood Circuit.

## Dirka
| Poz | Dirkač           | Moštvo                         | Konsturktor    | Čas/Odstop                                    | Št. mesto |
| --- | ---------------- | ------------------------------ | -------------- | --------------------------------------------- | --------- |
| 1   | Innes Ireland    | British Racing Partnership     | Lotus-BRM      | 59:02.4                                       | 4         |
| 2   | Bruce McLaren    | Cooper Car Company             | Cooper-Climax  | + 5.0 s                                       | 2         |
| 3   | Tony Maggs       | Reg Parnell (Racing)           | Lotus-Climax   | 41 krogov                                     | 8         |
| 4   | Jim Hall         | British Racing Partnership     | Lotus-BRM      | 41 krogov                                     | 6         |
| 5   | Chris Amon       | Reg Parnell (Racing)           | Lola-Climax    | 40 krogov                                     | 7         |
| 6   | Jack Brabham     | Brabham Racing Organisation    | Brabham-Climax | 40 krogov                                     | 3         |
| 7   | Ian Raby         | Ian Raby (Racing)              | Gilby-BRM      | 39 krogov                                     | 9         |
| 8   | Philip Robinson  | A. Robinson & Sons             | Lotus-Climax   | 39 krogov                                     | 10        |
| 9   | Graham Hill      | Owen Racing Organisation       | BRM            | 38 krogov                                     | 1         |
| Ods | Richie Ginther   | Owen Racing Organisation       | BRM            | Ventil                                        | 5         |
| WD  | Günther Seiffert | Autosport Team Wolfgang Seidel | Lotus-BRM      | Nepripravljen dirkalnik                       | -         |
| WD  | Ian Raby         | Autosport Team Wolfgang Seidel | Lotus-BRM      | Nepripravljen dirkalnik (nastopil z Gilbyjem) | -         |